# Équipe cycliste VolkerWessels
Cet article concerne l'équipe masculine. Pour l'équipe féminine, voir Équipe cycliste VolkerWessels Women's.
L'équipe cycliste VolckerWessels est une équipe cycliste néerlandaise, ayant le statut d'équipe continentale. Elle est basée à Nijverdal, un village situé dans la commune de Hellendoorn.

## Histoire de l'équipe
Pour la saison 2017, le club cycliste Scheppink-Mercks décroche un nouveau sponsor titre, l'entreprise néerlandaise de construction et d'ingénierie d'installations VolkerWessels. Le nouveau directeur sportif est Allard Engels, un ancien coureur cycliste. L’objectif de la coopération est de passer d'un club purement régional à une équipe de haut niveau. Après la restructuration, l'équipe franchit une nouvelle étape pour la saison 2020 en recevant une licence d'équipe continentale.
En 2024, l'équipe fusionne avec l'équipe cycliste féminine de l'époque nommée Parkhotel Valkenburg, qui est renomée sous le nom de VolkerWessels Women's Pro Cycling Team.
La saison 2022 avec 17 victoires est la plus réussie de l'équipe jusqu'à présent. Son coureur le plus victorieux est Coen Vermeltfoort avec un total de 12 victoires.

## Principales victoires

### Courses d'un jour
- Ster van Zwolle : 2021 et 2023 (Coen Vermeltfoort)
- Dorpenomloop Rucphen : 2022 (Maikel Zijlaard)
- PWZ Zuidenveld Tour : 2022 (Coen Vermeltfoort)
- Tour d'Overijssel : 2022 et 2023 (Coen Vermeltfoort)
- Districtenpijl-Ekeren-Deurne : 2022 (Coen Vermeltfoort)
- Ronde van de Achterhoek : 2022 (Coen Vermeltfoort)
- Grand Prix Rik Van Looy : 2022 (Coen Vermeltfoort)
- Midden-Brabant Poort Omloop : 2023 (Thimo Willems)

### Courses par étapes
- Olympia's Tour : 2022 (Maikel Zijlaard)

### Championnats nationaux
- Championnats des Pays-Bas sur route : 1
  - Course en ligne espoirs : 2022 (Max Kroonen)

## Classements UCI
L'équipe participe aux épreuves des circuits continentaux et principalement les courses du calendrier de l'UCI Europe Tour. Le tableau ci-dessous présente les classements de l'équipe sur les circuits, ainsi que son meilleur coureur au classement individuel.
UCI Europe Tour
| UCI Europe Tour | UCI Europe Tour        | UCI Europe Tour                           | UCI Europe Tour |
| Année           | Classement par équipes | Meilleur coureur au classement individuel |                 |
| --------------- | ---------------------- | ----------------------------------------- | --------------- |
| 2020            | 86e                    | Coen Vermeltfoort (731e)                  |                 |
| 2021            | 43e                    | Coen Vermeltfoort (313e)                  |                 |
| 2022            | 26e                    | Coen Vermeltfoort (196e)                  |                 |
| 2023            | 39e                    | -                                         |                 |
|                 |                        |                                           |                 |
| Source : UCI    |                        |                                           |                 |

L'équipe est également classée au Classement mondial UCI qui prend en compte toutes les épreuves UCI et concerne toutes les équipes UCI.
| Classement mondial | Classement mondial     | Classement mondial                        | Classement mondial |
| Année              | Classement par équipes | Meilleur coureur au classement individuel |                    |
| ------------------ | ---------------------- | ----------------------------------------- | ------------------ |
| 2020               | 140e                   | Coen Vermeltfoort (925e)                  |                    |
| 2021               | 70e                    | Coen Vermeltfoort (380e)                  |                    |
| 2022               | 49e                    | Coen Vermeltfoort (240e)                  |                    |
| 2023               | 74e                    | Coen Vermeltfoort (614e)                  |                    |
| 2024               | 96e                    | Finn Crockett (868e)                      |                    |
|                    |                        |                                           |                    |
| Source : UCI       |                        |                                           |                    |

## VolckerWessels Cycling Team en 2025
Effectif
| Effectif 2025            | Effectif 2025     | Effectif 2025 | Effectif 2025                          |
| Cycliste                 | Date de naissance | Pays          | Équipe précédente                      |
| ------------------------ | ----------------- | ------------- | -------------------------------------- |
| Finn Crockett            | 30 juin 1999      | Royaume-Uni   | Saint Piran (2023)                     |
| Stijn Daemen             | 25 juillet 1999   | Pays-Bas      | BEAT Cycling Club (2023)               |
| Timo de Jong             | 28 mars 1999      | Pays-Bas      | Destil-Parkhotel Valkenburg (2018)     |
| Tim den Braber           | 4 novembre 1998   | Pays-Bas      | Volharding Cycling Team (2024)         |
| Sam Gademan              | 2 août 2000       | Pays-Bas      | Allinq Continental Cycling Team (2023) |
| Jasper Haest             | 28 avril 1999     | Pays-Bas      |                                        |
| Joppe Heremans           | 20 août 2003      | Belgique      |                                        |
| Max Kroonen              | 23 août 2000      | Pays-Bas      | Willebrord Wil Vooruit (2018)          |
| Tim Marsman              | 4 octobre 2000    | Pays-Bas      | Metec-Solarwatt p/b Mantel (2024)      |
| Ruud Junior Nagengast    | 8 février 2006    | Pays-Bas      |                                        |
| Mats Omloop              | 14 octobre 2005   | Belgique      |                                        |
| Joes Oosterlinck         | 22 mai 2003       | Belgique      | Bingoal WB Devo Team (2024)            |
| Thom van Herwaarden      | 12 juin 2005      | Pays-Bas      |                                        |
| Coen Vermeltfoort        | 11 avril 1988     | Pays-Bas      | Alecto (2019)                          |
| Jelle Weierink           | 2 janvier 2006    | Pays-Bas      |                                        |
|                          |                   |               |                                        |
| Source : ProCyclingStats |                   |               |                                        |

Victoires
| Victoires | Victoires | Victoires | Victoires | Victoires | Victoires |
| Date      | Course    | Pays      | Classe    | Vainqueur |           |
| --------- | --------- | --------- | --------- | --------- | --------- |